# GS Emilia
Il GS Emilia, per esteso Gruppo Sportivo Emilia è un'azienda specializzata nella organizzazione di eventi sportivi e nella commercializzazione di diritti sportivi, fondata nel 1989 dall'ex corridore Adriano Amici,  per la gestione di gare sportive.
Ad oggi rappresenta uno dei player nell'ambito dello sport business più riconosciuti a livello nazionale e internazionale, e si occupa per lo più di eventi ciclistici sul territorio nazionale.
Tra le sue Properties figurano il Trofeo Laigueglia, il Giro dell'Emilia, il Trofeo Matteotti, oltre alla breve corsa a tappe Settimana Internazionale di Coppi e Bartali.

## Storia
Nato nel gennaio del 1989, da un'iniziativa di Adriano Amici e di alcuni appassionati di ciclismo locale, si occupa inizialmente soltanto della gestione del Giro dell'Emilia, in mancanza di un valido organizzatore. Negli anni novanta il gruppo fonda nuove corse amatoriali, mentre dall'inizio degli anni 2000 prende in carico corse quali il Trofeo Laigueglia, e, successivamente, il Trofeo Matteotti; dal 2007 organizza anche la gara a tappe Settimana Internazionale di Coppi e Bartali, che da allora si è sempre svolta interamente nell'Emilia-Romagna; dal 2013 è inoltre gestore del Memorial Marco Pantani.   
Nel 2021 l'organizzazione fonda la corsa Per sempre Alfredo, memorial in onore dell'ex commissario tecnico della nazionale Alfredo Martini, mentre nel 2022 si occupa dell'organizzazione dei campionati italiani di ciclismo su strada in Puglia.

### Eventi organizzati
- Trofeo Laigueglia
- Giro dell'Emilia
- Trofeo Matteotti
- Memorial Marco Pantani
- Per sempre Alfredo